# Прљо
Прљо је посни „тврди“ или варени сир. Оригинална технологија производње овог сира потиче из области око реке Пиве у Црној Гори, а производи се и у другим планинским крајевима динарске области. Други називи под којима се овај сир производи су и торотан, туцаник, чукани сир.
Сир прљо уврштен је у традиционалне производе националне кухиње Црне Горе.

## Опис
Назив „тврди” за сир прљо не одговара у потпуности класичној сирарској класификацији, па се зато означава под наводницима. У сирарству је позната група сирева од обраног млека, која се добија после скидања млечне масти при производњи маслаца, павлаке или скорупа (кајмака). Ти су сиреви увек споредни производи главне производње. После скидања кајмака преостаје обрано кувано млеко од ког се, одговарајућом прерадом, производи сир.
По квалитету прљо спада у групу посних сирева тврде, мрвичасте структуре. Специфичног је укуса и ароме, што нарочито важи за онај који зри у мешини.

## Традиционални начин производње
Сир прљо прави се од обраног млека. Послије скидања кајмака млеко се лагано загрева и у њега се додаје сирило. Згрушано млеко, односно груш, се реже, уз даље загревање сурутке, а затим се рукама скупља у лоптасту грудву. Тако обликована грудва сира умотава се у порозно платно (сирарске крпе) и притисне даском и каменом, да се оцеди. Сир се цеди 24 сата, а затим се соли и слаже у каце или мешине. где зри 60-90 дана.
Према томе да ли сир зри у каци или у мешини постоје два подваријетета овог сира. Зрење се у оба случаја одвија у анаеробним условима.
- У каци сир зри у саламури, притиснут дрвеном даском и каменом.
- За производњу посног сира из мешине постоје у домаћинствима два начина прераде. Нека домаћинства добро исцеђени сир слажу у каце и соле, оптерете и оставе да мало зри, па га тек онда стављају у мешине. Друга домаћинства добро испресован сир режу, соле и директно стављају у мешине. Мешина се у оба случаја чисти и преврће.[1]

Када сир зри у мешини, процес производње је специфичан. Мешина се напуни сиром и завеже потребно је даље одржавање. Током првог месеца мешина се сваки други дан чисти и преврће јер сир и поред тога што је оцеђен под плочом, још увек садржи сурутку која се, са другим продуктима који се стварају у процесу зрења сира, цеди кроз поре коже. Уколико се не би превртала и чистила, као и подлога на којој је постављена, мешина би почела да трули, чиме би се упропастио сир који је у њој. Касније, када прође процес интезивног цеђења сира, мјешину је довољно превртати и чистити сваки трећи до четврти дан. Сир у доброј, здравој мешини, уз адекаватну негу, може да стоји годину дана а да не изгуби на квалитету, како у хемијском, тако и у гастрономском смислу.

## Нутритивне вредности

### Хемијски састав сира прља у традиционалној производњи
Хемијски састав сира је врло важан показатељ његовог квалитета и омогућава класирање тог сира. Проценат влаге у прљу је доста је висок, због чега се не може сврстати у тврде сиреве, па се управо зато карактеристика „тврди“ обично пише под наводницима. Маст у сувој материји одговара вредностима посних сирева. Беланчевине, као главни састојак овог сира, процентуално SU високо су заступљене. Учешће соли у сиру је високо и веома варира, зависно од произвођача.
| Састојци                | Средња вредност (%) | Минимална вредност (%) | Максимална вредност (%) |
| ----------------------- | ------------------- | ---------------------- | ----------------------- |
| Влага                   | 56,05               | 45,60                  | 61,07                   |
| Масти                   | 4,73                | 2,50                   | 8,50                    |
| Масти у сувој материји  | 10,73               | 6,05                   | 18,72                   |
| Укупне беланчевине      | 32,69               | 28,72                  | 39,62                   |
| Растворљиве беланчевине | 6,74                | 1,41                   | 11,91                   |
| NaCl                    | 4,32                | 2,64                   | 6,91                    |
| Пепео                   | 6,06                | 4,09                   | 8,75                    |
| Млечна киселина         | 0,452               | 0,075                  | 1,942                   |
| pH вредност             | 6,49                | 4,55                   | 7,70                    |

### Хемијски састав сурутке у традиционалној производњи сира прља
Знатан део квалитетних материја, тачније речено 40-50% укупне суве материје из млека остаје у сурутки, у зависности од технолошког процеса производње сира. У сурутку прелази између. Осим неких беланчевина, сурутка садржи значајну количину млечног шећера, минералне материје, нешто масти и велику количину воде. Данас се у модерној сирарској технологији сурутка употребљава за разне производе и на више начина.
| Састојци                | Средња вредност (%) | Минимална вредност (%) | Максимална вредност (%) |
| ----------------------- | ------------------- | ---------------------- | ----------------------- |
| Сува материја           | 6,46                | 5,26                   | 7,47                    |
| Сува материја без масти | 6,33                | 5,21                   | 7,42                    |
| Масти                   | 0,06                | 0,05                   | 0,10                    |
| Укупне беланчевине      | 0,56                | 0,41                   | 0,69                    |
| Лактоза                 | 5,04                | 4,16                   | 6,11                    |
| Пепео                   | 0,54                | 0,45                   | 0,62                    |

### Енергетска вредност сира прља
Посни сир Прљо карактеристичан је по својој релативно малој енергетској вредости. Садржај масти је доста низак, али се зато истиче по великом сасржају протеина.
| Масти (%)            |  | 4,73   |
| Беланчевине (%)      |  | 32,69  |
| Укупно (кЈ/100 г)    |  | 745,33 |
| Беланчевине (кЈ/100) |  | 561,15 |

## Употреба
Гастрономски одговара локалном потрошачу. Овај сир се највише троши у домаћинствима, а само мале количине могу се наћи у продаји. Конзумира се само или као мезе, уз хлеб и традиционалне црногорске сухомеснате производе. Прљо се такође може рендати, када се користи као зачин ра различите пасте и слична јела, попут италијанског пармезана.